# Pfleggericht Mühldorf
Das Pfleggericht Mühldorf war eine Verwaltungseinrichtung im Erzstift Salzburg mit Sitz in Mühldorf am Inn im heutigen Landkreis Mühldorf am Inn (Bayern).

## Geschichte
Seit wann die Stadt Mühldorf zu Salzburg gehörte, ist unklar. Man geht davon aus, dass bereits im 8. Jahrhundert bayerische Herzöge das Stadtgebiet dem Bistum Salzburg geschenkt hatten. Im Jahr 1328 wurde das Erzstift Salzburg durch die Erlassung einer eigenen Landesordnung zum weitgehend unabhängigen Staat innerhalb des Heiligen Römischen Reiches (HRR).
Der salzburgische Pfleger stand an der Spitze des Pflegamtes, ihm war ein Landrichter nachgeordnet. Wie im Heiligen Römischen Reich üblich war die Trennung der Rechtsprechung von der Verwaltung nicht umgesetzt. Die Ämter waren sowohl erstinstanzliche Gerichte als auch Verwaltungs-, Polizei- und Steuerbehörden.
1803 wurde Mühldorf mit dem Reichsdeputationshauptschluss Bayern zugeordnet und kam nach wechselndem Besitz 1810 endgültig zu Bayern. Im Jahr 1810 wurde das Landgericht Mühldorf, eine bayerische Verwaltungseinrichtung, geschaffen.